# Billefjorden
Billefjorden is een fjord van het eiland Spitsbergen, dat deel uitmaakt van de Noorse eilandengroep Spitsbergen.
Het fjord is vernoemd naar de Nederlandse walvisvaarder Cornelius Claeszoon Bille.

## Geografie
Het fjord is noordoost-zuidwest georiënteerd met een lengte van ongeveer 30 kilometer en een breedte van vijf tot acht kilometer. Ze mondt in het zuidwesten uit in het Isfjord. Aan het noordoostelijk uiteinde van het fjord heeft deze twee kleine takken, Petuniabukta in het noorden en Adolfbukta in het oosten.
Ten zuidoosten van het fjord ligt het Bünsowland en ten noordwesten het Dickson Land. Aan het fjord ligt op Dickson Land de voormalige mijnbouwplaats Pyramiden.
Ongeveer dertien kilometer westelijker ligt het fjord Nordfjorden en direct ten zuiden van de monding begint het Sassenfjorden.